# Music For Life 2015
Music For Life 2015 is de tiende editie van een solidariteitsactie die jaarlijks in de week voor kerstmis wordt georganiseerd door de Vlaamse VRT-radiozender Studio Brussel in België. Het totaal aan activiteiten dat in dit verband plaatsvindt wordt De Warmste Week genoemd. De opbrengst ging niet naar een enkel doel of organisatie, maar was voor een heel breed aanbod aan organisaties. Er werden na controle van de Koning Boudewijnstichting meer dan 1000 verschillende vzw's als goed doel geregistreerd.
Zoals bij de twee voorgaande edities leefden drie gezichten van Studio Brussel een week lang buiten en presenteerden ze non-stop op de zender. Dit gebeurde in De Schorre in Boom. De drie presentatrices waren Siska Schoeters, Eva De Roo en Linde Merckpoel. 
Luisteraars konden in de weken voor het begin van De Warmste Week geldinzamelingsacties registreren en daarbij het goede doel aanduiden waarvoor werd ingezameld. Ze konden hun acties dan komen voorstellen op de radio tijdens De Warmste Week.
Volledig nieuw bij deze editie was de Warmathon. Bij deze actie werden in de vijf Vlaamse provinciehoofdsteden (Brugge, Gent, Hasselt, Antwerpen en Leuven) zoveel mogelijk kilometers gelopen ter voordele van de goede doelen. De opbrengst werd over alle goede doelen verdeeld. De actie bracht het meest op in Antwerpen. In totaal bracht de Warmathon 287.260 euro op. 
Elke avond vond er op het terrein in de tent The Flame een optreden plaats. Dit jaar waren dat Balthazar, Black Box Revelation, De Jeugd van Tegenwoordig, Sigma en Dotan. Normaal zou ook de Britse groep Editors optreden, maar de groep moest afzeggen wegens ziekte van frontman Tom Smith.
Naast de concerten in The Flame kwamen ook vele andere artiesten optreden tijdens De Warmste Week. Enkele artiesten die een of meerdere nummers kwamen brengen, waren : Selah Sue, Gabriel Rios, Coasts, Netsky, Bazart, Glenn Claes, Lost Frequencies, Disclosure en Novastar. 
Netsky won in 2015 de Vlaamse Cultuurprijs voor Muziek en kreeg hiervoor 12.500 euro. 10.000 euro van dit bedrag gaf hij aan Artsen Zonder Grenzen.
Op 24 december, de laatste dag van De Warmste Week vergezelden 6 andere radiogezichten van Radio 1, Radio 2 en MNM, de drie presentatrices van Studio Brussel. Voor Radio 1 waren dit Ayco Duyster en Jan Hautekiet, voor Radio 2 waren dit Peter Verhulst en Kim Debrie en ten slotte waren het Karolien Debecker en Peter Van de Veire voor MNM. Elk uur presenteerde een ander duo, er werd uitgezonden op de vier radiozenders tegelijk. Merckpoel, Schoeters en De Roo presenteerden samen het laatste uur.
Deze editie van Music For Life bracht 5.102.730 euro op. In totaal organiseerden de Vlamingen 3.345 acties voor 1.045 verschillende zelfgekozen goede doelen. Dit was toen het hoogste bedrag sinds Music For Life plaatsvindt in De Schorre in Boom.